# 李建 (唐朝)
李建（8世纪？—822年），字杓直，唐朝官员。李逊之弟，出自赵郡李氏申公房，客居荆州石首县。
李建曾祖李进德，太子中允。祖父李珍玉，昌明县令。父李震，雅州别驾。幼年丧父，寓居江陵。与兄长李造、李逊，安贫苦，躬耕致养，讲习不倦。李造知道两个弟弟是贤才，为他们挣钱，成其志业。李造早卒。
与兄俱客荆州。乡人争斗，不去府衙而去见李建，李建处置公平。母亲怜惜他的孝心，经常提到他的小名：“猧子劝我吃饭，我就能吃饱；为我进药，我感觉就好了。”贞元年间，举进士，选授秘书省校书郎。唐德宗想要任用文学之士，有人推荐李建，德宗问左右，宰相郑珣瑜说：“臣为吏部时，当补校书者八人，其他人都依靠权势请托，只有李建不是。”德宗大喜，擢升他为左拾遗、翰林学士。
唐顺宗即位，李师古率军侵曹州，李建起草诏书让他还兵，文词不姑息宽容。王叔文想让他更改，李建不同意。唐宪宗元和六年（811年），因事罢职，降詹事府司直。高郢为御史大夫，推荐他为殿中侍御史，以兵部郎中知制诰。宰相有篡改定稿诏书，他于是以草诏文思迟钝，不愿主持文翰，请解职，改任京兆少尹。他与宰相韦贯之友善。韦贯之罢相时，李逊被谗害，李建请求处治陷害者，于是出为澧州刺史。召拜太常少卿，以本官知礼部贡举。李建取舍非其人，惑于请托，其年选士不精，罚俸料。次年，被任命为礼部侍郎，最后以人情不洽，改为刑部侍郎。李建担任显官，未尝营建垣屋，以清俭著称。长庆二年（822年）二月去世，赠工部尚书。三子：李讷、李恪、李朴。